# 崔东华
崔东华（？—），女，新疆人，中国科学家，海军装备研究院高级工程师。

## 生平
崔东华16岁考入中国科学技术大学计算机科学技术系，后报考海军装备研究院兵器系统工程专业，并获硕士学位。现任海军装备研究院某研究室副主任，海军某重点工程综合论证总师。

## 学术研究
崔东华主持了中国近程反导舰炮武器系统的论证和关键子系统研制的工作，获军队科技进步奖二等奖、军队科技进步一等奖。

## 荣誉
2009年获求是杰出青年实用工程奖、2011年获第八届中国青年女科学家奖